# Izlet (film)
Izlet je slovenski dramski film iz leta 2012 v režiji Nejca Gazvode. Film je bil izbran za slovenski predlog za najboljši tujejezični film na 85. izboru oskarjev, vendar ni prišel v ožji izbor..

## Igralci
- Luka Cimprič kot Andrej
- Jure Henigman kot Gregor
- Nina Rakovec kot Živa